# Nils Holmin
Nils Gideon Holmin, född 12 oktober 1884 i Stockholm, död 1949 i Stockholm, var en svensk läkare. Han var gift med läkaren Lilly Paykull och var bror till byggnadsingenjören Kristofer Holmin.

## Biografi
Nils Holmin var son till fastighetsägaren Carl Erik Holmin och Hanna Petersson. Han avlade studentexamen i Stockholm 1902, blev medicine kandidat 1906 och medicine licentiat i maj 1907. År 1908 började han sin läkarbana på patologiska avdelningen vid Karolinska institutet. Det följde anställningar vid Stockholms sjukhem och vid Serafimerlasarettet som underläkare och sedermera som biträdande överläkare. Mellan 1911 och 1913 var han vikarierande överläkare vid Stockholms sjukhem samt överläkare där efter 1922. På uppdrag av Svenska nationalföreningen mot tuberkulos utförde han 1911 en undersökning över förekomsten av tuberkulos bland järn- och metallarbetare i Eskilstuna. Holmin var praktiserande läkare i Stockholm sedan 1913 och ledamot av Svenska läkaresällskapets nämnd. Han skrev flera arbeten om invärtes medicin samt vitamin- och tuberkulosforskning.

### Familj
Holmin var från 1909 gift med läkaren Lilly Paykull som han träffat under sin tjänstgöring på Stockholms sjukhem. Paret flyttade 1912 till stadsvillan Sånglärkan 8 vid Baldersgatan 5 i Lärkstaden. Huset hade ritats och byggts av Holmins bror Kristofer Holmin. Nils Holmin fann sin sista vila på Norra begravningsplatsen där han gravsattes den 25 januari 1949. I samma grav vilar även hustrun och brodern.

## Referenser

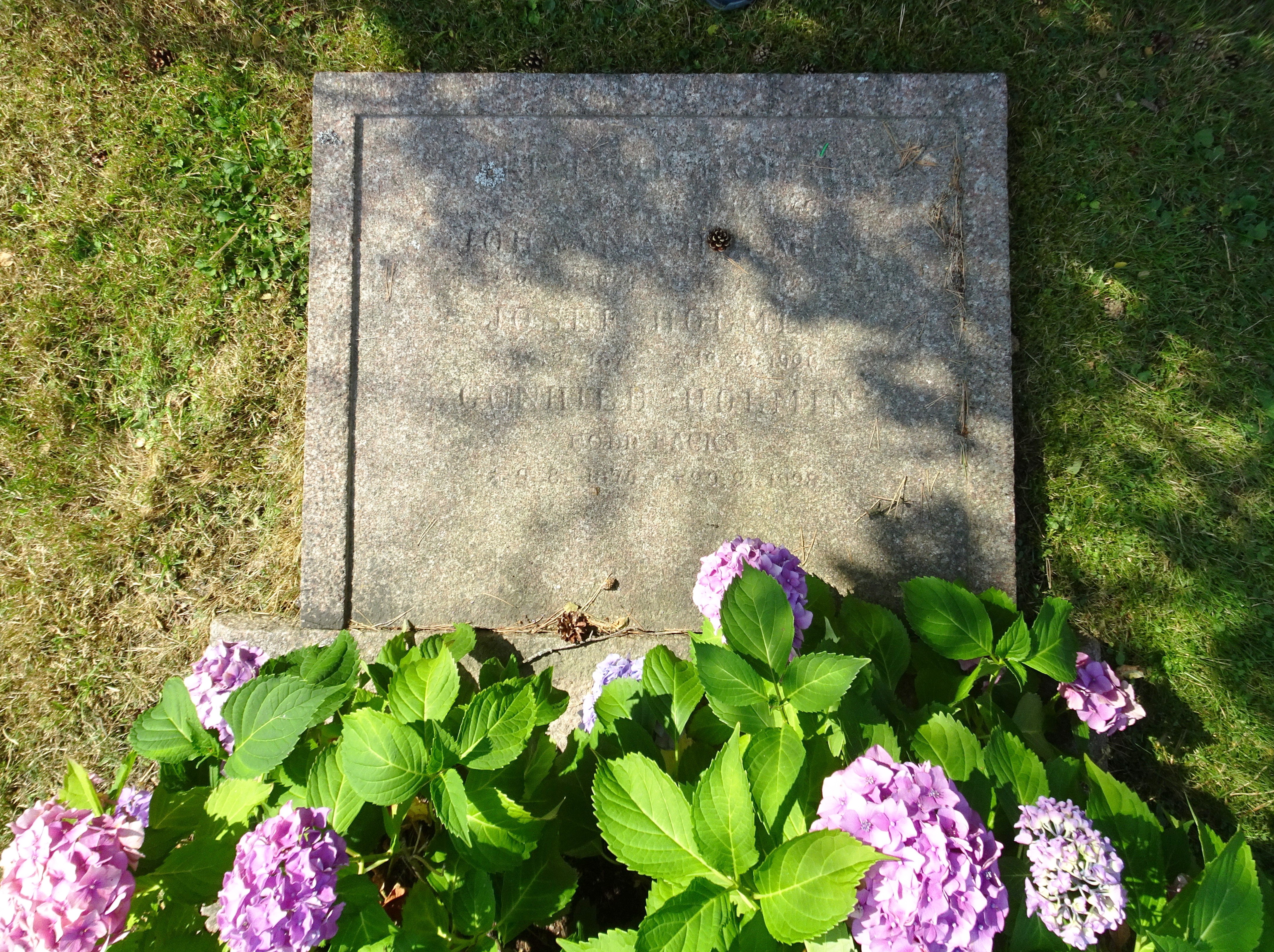
Holmins familjegrav på Norra begravningsplatsen.